# Alfonso Antonio Dulanto
Alfonso Dulanto (Lima, 22 de juliol de 1969) és un exfutbolista peruà.
Va destacar en l'Universitario de Deportes del seu país natal. El 1995 fitxa pel Mérida, de la lliga espanyola, on tan sols apareix en onze partits. Posteriorment, jugaria a la màxima categoria de Mèxic i de Xipre.
Va ser 25 vegades internacional amb la selecció peruana de futbol. Va formar part del combinat del seu equip que va acudir a la Copa Amèrica de 1995 i 1997.